# 車智澈
車智澈（：／ Cha Ji-cheol，1934年11月6日—1979年10月26日）大韓民國政治人物、前韓國陸軍中校。曾擔任青瓦台警護室長，在朴正熙遇刺案中和總統朴正熙一起被情報部長金載圭所槍殺。車智澈受朴正熙的信任及重用，具有典型的軍人氣質，但同时因为待人傲慢粗鲁为许多人所不满。

## 生平
车智澈出生于京畿道利川郡麻長面的一个普通农民家庭，早年时期在京城府（今首尔特別市）度过。朝鲜战争爆发以后，以高中学生的身份参加了战争。1953年，车智澈从龙山高校毕业，投考韩国陆军士官学校第13期，但是没有成功。随后，车智澈报考韩国陆军甲种将校炮兵干部候补生成功，先后在陆军步兵学校、炮兵学校、装甲兵学校等术科学校完成进修，并且被保送到美国的西點陸軍士官学校（West Point）留学，回国后担任少尉军官。1959年被调入第一空輸特戰旅團。在这之后，再次被派往美国留学，在位于乔治亚州班宁堡的游骑兵学校接受空降训练，并获得游骑兵军官的资格。在那时，韩军的留学生和美军的学生两人编为一组，交替携带M60机枪在夜晚有鳄鱼出没的沼泽进行为期一周的训练。在此期间，车智澈与被编为同一组的美军发生了暴力冲突。因为连带责任的关系，一时间所有韩军留学生面临着被强制遣返回国的命运，但最后由于认为与车智澈发生冲突的美军应负主要责任，对车智澈以及韩军留学生的处分得以免除。
1960年回国后，车智澈晋升大尉军衔，担任第一空輸特戰旅團的中隊長。在这个时候，车智澈与当时还是少将的朴正熙结识。1961年5月16日，朴正煕发动5·16军事政变，车智澈在金浦积极响应政变，与海军陆战队一起向汉城进发。前往汉城的途中，在第一汉江桥遇到了企图镇压起义军的宪兵队的阻挠。车智澈率先从桥上突破，用枪托砸倒了守桥的宪兵队长，迅速占领了第一汉江桥，为起义军前往汉城开辟了道路。在军事政变成功以后，因为在夺取第一汉江桥时立下头功，担任国家重建最高会議議長警護次長一职。1963年10月，朴正熙在第五届总统选举中当选，随后在11月进行的议会选举中，民主共和党（共和党）在国会中获得大多数席位。车智澈作为共和党全国区的候选人当选，成为国会议员，进入政界。1965年，在国会普遍反对韩日缔结《韩日基本条约》的时候，为了遵守朴正熙的旨意，车智澈通过权利手段强行使条约在国会通过。车智澈在这之后的第7次、第8次、第9次国会议员选举中连任，并且担任过共和党中央常任委員、共和党党務委員、国会内務、外務委員会委員長等职位。在军事政变以后，车智澈进入政府工作，在朴正熙的劝说鼓励下决意进入夜间大学进行深造，在1964年获得国民大学校政治学研究生学位，1965年获得政治学博士学位，据说他的学位是通过权力用金钱买来的。1974年，文世光事件发生以后，时任总统警护室室长朴钟圭因为没能在暗杀事件中保护好总统夫人陆英修而引咎辞职，车智澈接替朴钟圭成为第3任的总统警护室室长。

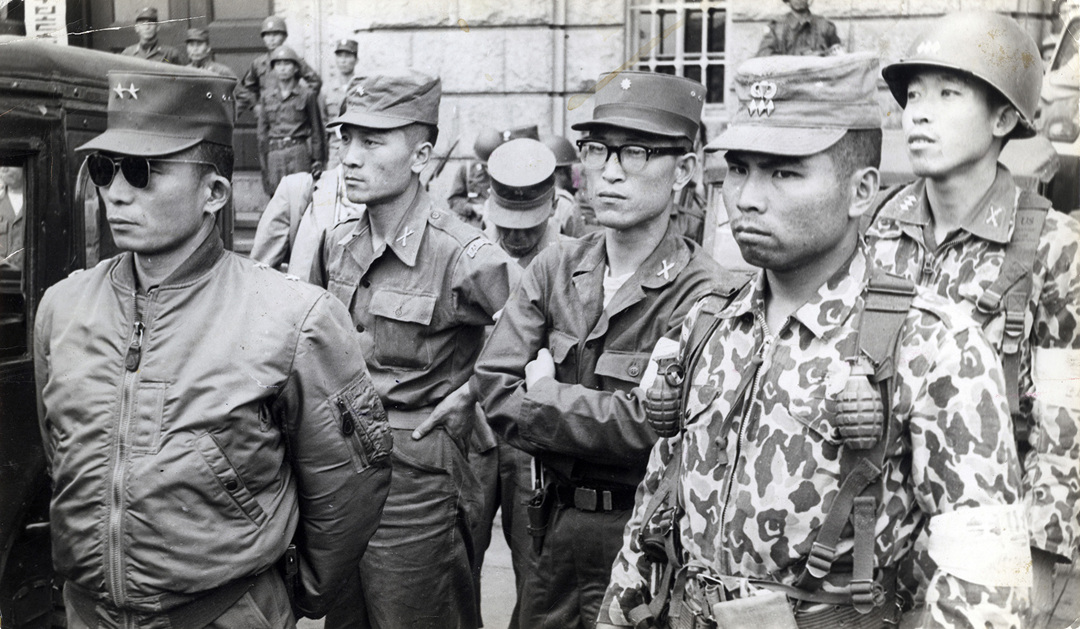
5·16政变期间 左起朴正熙少将、朴鐘圭少領、李洛善少領、車智澈大尉（身上掛手榴弹者）

1979年10月26日，在朴正煕暗殺事件中，车智澈被时任中央情报部部长金载圭开枪射杀。关于金载圭行凶的理由一直以来都没有一个定论，比较多的说法是与两人的关系持续不断恶化有关。有说法指出，在面对釜马事件时，车智澈主张强硬镇压游行，而金载圭主张温和解决，最终朴正熙采纳了车智澈的强硬镇压策略。身为中央情報部部长的金載圭感觉到自身的地位受到了严重威胁，因此必须除掉总统警护室室长车智澈，以稳固自己的地位。

## 评价
车智澈在担任总统警护室室长的时候，僭越警护室长的职责范围，滥用职权干涉朝政，树立了相当多的政敌，朝野上下对他的评价十分恶劣，很多人甚至直呼车为一个不学无术，没有文化，鲁莽行事的大老粗。
另一方面，他是一个虔诚的基督教徒，恪守教义的他为政清廉，在金钱的诱惑面前不为所动。在车智澈死后，并没有留下多少遗产，他年迈的母亲在养老院里过着孤独的生活。
曾经是车智澈手下后来成为警护室长的朴相範说：“车室长不是从陆军士官学校出身，因此他的自我否认感特别强。他最终能够成为警护室长，这想来也许是不合理的。”

## 外部連結
- 10.26朴正煕大統領射殺事件（日語）
- 車智澈簡介 （页面存档备份，存于）－大韓民國憲政會 （页面存档备份，存于）